# Estadi Verdão
L'Estadi Governador José Fragelli, més conegut com a Verdão o també com a Arena Pantanal és un estadi multiusos situat a Cuiabá, Brasil. Actualment és utilitzat sobretot per a partits de futbol, i té una capacitat per a 47.000 persones.
El 31 de maig de 2009 es va anunciar que Cuiabá serà una de les seus de la Copa del Món de Futbol de 2014, i el Verdão, un dels estadis on es jugarà aquest torneig.